# Николай Цанков (дерматолог)
Вижте пояснителната страница за други личности с името Николай Цанков.
Николай Константинов Цанков е български лекар дерматолог.
Специалист е по кожни и венерически болести, почетен председател на Българското дерматологично дружество, професор, член-кореспондент на Българска академия на науките.

## Биография
Николай Цанков е роден на 8 февруари 1942 година в град София. През 1959 г. завършва 34 средно смесено училище „Др Иван Пашов“ в София. В 1970 г. се дипломира в Медицинска академия. Специализира в болница „Сен Луи“, Париж през 1980 г.
От 1970 г. работи по специалността дерматология и венерология (21 март 2021.) в Университетската клиника по кожни и венерически болести – София. През годините в тази клиника е съответно асистент (1973), старши асистент (1977), главен асистент (1981), ст.н.с. II степен (1990), професор (1996), член-кореспондент на БАН (2008). Директор на Университетската клиника по дерматология 1996 – 2008. Декан на Медицински факултет 1999 – 2008 През 1986 г. е командирован като главен асистент в създадената по това време катедра по дерматология и венерология към ВМИ Стара Загора. През 2022 г. проф. Николай Цанков е удостоен с титлата „Доктор хонорис кауза“ за дългогодишно сътрудничество и принос към развитието и изграждането на академичния състав на Тракийски университет.
В МБАЛ „Токуда Болница“ От 2008 г. работи в отделение по Дерматология и Венерология. Председател на Научния съвет на болница Токуда
Консултант в Център по Кожни и Венерически болести – София. Републикански консултант по дерматология и венерология 1996 – 2009

### Международни участия
Член кореспондент Николай Цанков е почетен член на 17 научни медицински дружества в Европа и САЩ, между които Германско дерматологично дружество, Швейцарско дерматологично дружество, Испанска Академия по дерматология, Полско дерматологично дружество, Румънско дерматологично дружество, Унгарско дерматологично дружество, Чешка академия по дерматология, Балтийска дермато – венерологична асоциация, Североамериканско дружество по клинична дерматология (САЩ), Научно-изследователско дружество Ню Джърси (САЩ), Сръбска дерматологична асоциация и др.
Член кореспондент професор Николай Цанков е заемал следните научни и административни длъжности в чужбина:
- Председател на CEEDVA (Central-Eastern Europe Dermato-Venerological Association) 1997 – 2001
- Член на борда на Европейската Академия по Дерматология и венерология 2005 – 2013
- Председател на комисията за стипендии и награди към Европейската Академия по Дерматология (2007 – 2011)
- Член на борда на UEMS (Union of European Medical Specialists) – 2004 – до сега
- Член-основател на EDF (European Dermatological Forum) – 2001 – до сега
- Член на Европейската комисия за изготвяне на унифицирани „Guide Lines“ по Дерматология от 2004 – до сега.
- Член на борда на IACD (International Academy of Cosmetic Dermatology) – 2001 – до сега
- Visiting Professor – Jefferson University, (Philadelphia, САЩ)
- Visiting Professor на Университета в Белград (Сърбия)[1]

### Научна дейност
Участва в написване на раздели и глави от учебници в България – 22. На европейски и световни конгреси по дерматология и венерология е изнесъл 91 лекции като поканен и пленарен лектор. Научните му трудове са цитирани над 2500 пъти, от които над 335 цитата в България и над 2200 цитата в чужбина.
Председател е на III Симпозиум на Европейската Академия по Дерматология и Венерология, проведен в София през 2005 г. Чл. кореспондент Николай Цанков е научен ръководител на 17 успешно защитени докторски дисертации.
Член на Български Антарктически съюз и участник в 5 антарктически експедиции. Доктор Цанков е първият специалист по дерматология в света, който взима участие с научен проект в Антарктика в рамките на 6 години и публикува първата в света научна статия в JEADV (The Journal of the European Academy of Dermatology and Venereology) през 2017 г., за кожните промени при екстремните условия на този континент, последвана от още две научни статии по същата тема.

## Научни публикации
Чл. кор. Николай Цанков е публикувал общо 329 научни статии, от които:
Научни статии в България – 134, научни статии в чужбина – 187, статии публикувани в сборници на международни конференции – 8. Има общо 39 участия в монографии, от които: авторски монографии – 3, участия в монографии в България – 29, участия в монографии в чужбина – 7

## Призание
- Лекар на годината в България – 2004, 2005
- Дерматолог на годината Световната лига на дерматологическите дружества – 2012
- Един от 65-те избрани лекари от целия свят и първият лекар от България, включен в „Caring Physicians of the world“ на Световната Медицинска Асоциация – 2005[3]
- Носител на годишната награда на ILDS (International League of Dermatological Societies) – 2013
- На проф. Николай Цанков е наречен остров в Антарктида (Tsankov island) през 2020 г. Островът, който е част от Данеброговите острови в рамките на Вилхемският архипелаг от Антарктида. Островът е дълъг 625 m и широк 216 m, площта му е 9,28 ha и е почти изцяло покрит със сняг.[4]